# اچ‌آر ۵۱۱
اچ‌آر ۵۱۱ یک ستاره است که در صورت فلکی ذات‌الکرسی قرار دارد.